# Ik ga zweven
Ik ga zweven is een Nederlandstalige single van de Belgische band Leopold 3 uit 1991.
De single bevatte daarnaast nog een 'dansmix'-versie van het lied.
Het nummer verscheen op hun debuutalbum Dag en nacht.

## Meewerkende artiesten
Producer:
- Olivier Adams

Muzikanten:
- Erik Goossens (zang)
- Jef Vanbockryk
- Mauro Pawlowski (elektrische gitaar)
- Olivier Adams (keyboards)
- Patrick Claesen (keyboards, programmatie)
- Stefan Wuyts (drums)